# 天保曆 (日本)
天保曆（日语：／）是日本使用过的陰陽合曆，也是日本啟用格里曆之前所用的最後一部舊曆與陰陽曆。正式名称为天保壬寅元曆（／），因在中国古代也曾经有过同名曆法。
天保曆與同時代中國明清两朝使用的崇祯历书有分歧，其中最顯著的不同是天保曆中一年中不同季節的時辰長短不同。不同于相對長期精確的崇祯历书，天保曆在近年出現逐漸擴大的誤差。在日本，按照天保曆計算的舊曆會發生比華夏曆法更爲嚴重的2033年問題。

## 使用时间
- 天保十五年[1]正月初一（1844年2月18日）开始使用天保历，不再使用先前的宽政历。
- 日本官方以明治五年十二月初二（1872年12月31日）的次日为明治6年1月1日（1873年1月1日），开始使用格里曆[2]，不再使用先前的天保历。
- 天保历从天保十五年[1]正月初一（1844年2月18日）开始使用，至明治五年十二月初二（1872年12月31日）被格里历取代，凡二十九年。

## 脚注
1. 1 2  http://www.tsm.toyama.toyama.jp/curators/aroom/edo/re-tenpo.htm （页面存档备份，存于） 天保の改暦（日语）
2. ↑  http://www1.kaiho.mlit.go.jp/KOHO/faq/reki/kyuureki.htm#kaireki （页面存档备份，存于） 明治の改暦（日语）